# 哥斯达黎加内战
1948年哥斯达黎加内战（西班牙語：Guerra civil de Costa Rica de 1948）是1948年3月12日—4月24日在哥斯达黎加发生的一场内战。参战双方为何塞·菲格雷斯·費雷爾领导的民族解放军和特奥多罗·皮卡多·米查尔斯基领导的哥斯达黎加政府军。
内战起于1948年哥斯达黎加总统选举，前总统拉斐尔·安赫尔·卡尔德隆·瓜迪亚被民族联盟党的乌拉特·布兰科击败，但是卡尔德隆以乌拉特舞弊为由不承认败选。其后，由执政党民族共和党控制的立法大会亦支持卡尔德隆的主张，宣布选举无效，引发国内民众大规模抗议，同年3月11日，并未参选的庄园主何塞·菲格雷斯·費雷爾在哥斯达黎加南部起义，战争爆发。
由于哥斯达黎加政府军軍隊規模小，裝備落后，而政府军的主要支援部队也多来自于共產主义政党人民先鋒黨的民兵。菲格雷斯指揮的起义军迅速擊敗了政府軍及其共產黨盟友，迫使特奥多罗·皮卡多·米查尔斯基總統下台，皮卡多最终与前總統拉斐尔·安赫尔·卡尔德隆·瓜迪亚一起流亡他國。 
何塞·菲格雷斯·費雷爾取得胜利后，成立了过渡性质的执政委员会，并召开制宪会议，宣佈解散该国軍隊，並在1949年將非军事化理念写入哥斯达黎加憲法。

## 背景

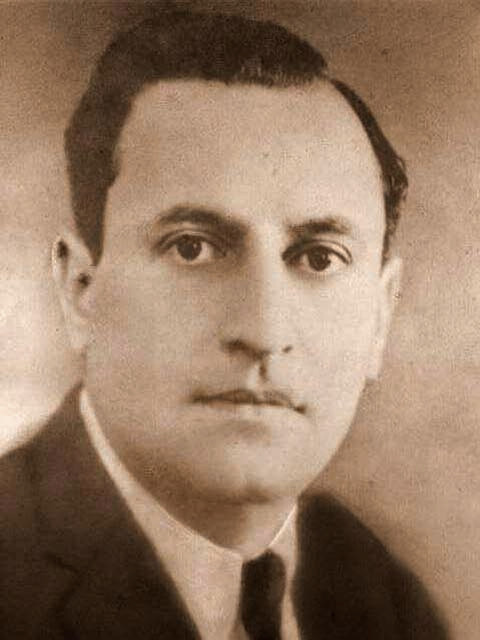
拉斐尔·安赫尔·卡尔德隆·瓜迪亚

1940年，拉斐尔·安赫尔·卡尔德隆·瓜迪亚当选为哥斯达黎加总统，在任期间，卡尔德隆接受了哥斯达黎加共产党提出的经济和社会改革纲领，同意执行彻底的民族团结政策，实行大规模社会改革。外交上，卡尔德隆政府在珍珠港事件爆发后宣布对德国、日本、意大利三个轴心国开战，并监禁德裔哥斯达黎加人、冻结他们的财产。内政上，卡尔德隆规定罗马天主教教育合法化，在小学进行义务宗教教育，得到了天主教会的支持。1944年，因憲法禁止总统連選連任，因此与卡爾德隆同属民族共和党的波兰裔医师特奥多罗·皮卡多·米查尔斯基作為候選人成功当选总统，在任期间，米查尔斯基继续实行前总统拉斐尔·安赫尔·卡尔德隆·瓜迪亚的改革政策，并与哥斯达黎加共产党结成同盟，米查尔斯基也因此被認為是卡爾德隆控制的傀儡。
1948年2月8日，哥斯达黎加举行总统选举，民族联盟党的乌拉特·布兰科以55.3%的得票率击败了前总统拉斐尔·安赫尔·卡尔德隆·瓜迪亚，但是卡尔德隆以乌拉特舞弊为由不承认败选。其后，民族共和党控制的立法大会亦支持卡尔德隆的主张宣布选举无效，引发了卡塔戈省等地支持乌拉特的民众大规模抗议，总统特奥多罗·皮卡多·米查尔斯基随后下令逮捕乌拉特·布兰科，并打死了为乌拉特提供庇护的卡洛斯·路易斯·瓦爾韋德·維加医师，这一事件成为了内战的导火线。

## 经过

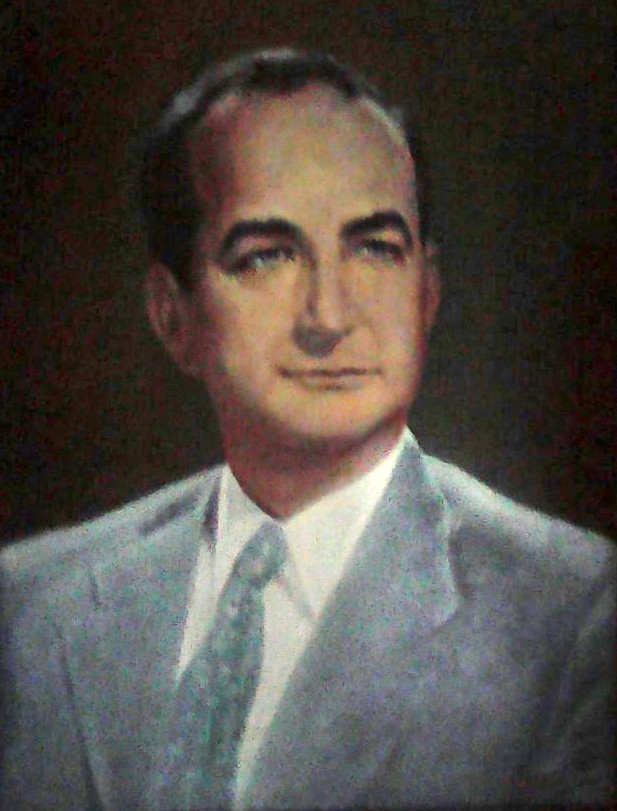
何塞·菲格雷斯·費雷爾

大咖啡园主何塞·菲格雷斯·費雷爾招募600多名拥护者，组成了民族解放军，宣布起义反抗政府。奉行溫和的社會民主主義的菲格雷斯出生于哥斯达黎加阿拉胡埃拉省聖拉蒙區，1942年4月，他因为在电台发表演讲抨击卡尔德隆政府的腐败而被迫流亡墨西哥，1944年5月卡尔德隆卸任后，菲格雷斯得以返回哥斯达黎加，并在自己的咖啡园内建立了武装队伍加勒比军团，开始筹划推翻民族共和党领导的哥斯达黎加政府，加勒比军团由流亡者和革命者组成，成员也包括菲德尔·卡斯特罗，他们旨在藉由此次战争促使美国支持的中美洲独裁政权瓦解。菲格雷斯也并不像前总统莱昂·科尔特斯·卡斯特罗等同为在野党的政治人物一样认为卡尔德隆政府会举行公正的选举。
菲格雷斯的起义军得到了危地马拉总统胡安·何塞·阿雷瓦罗、美国政府及德裔哥斯达黎加人的支持，而哥斯达黎加政府军则得到了与美国交恶的尼加拉瓜国民警卫队司令安纳斯塔西奥·索摩查·加西亚等人的支持。3月12日，内战爆发，哥斯达黎加民族解放军不断击败政府军，占据了泛美公路沿线城镇，4月12日，民族解放军攻陷了首都圣何塞郊区的卡塔戈，米查尔斯基对此表示愿意与民族解放军谈判，但人民先锋党领导人曼努埃尔·莫拉则拒绝谈判，战争陷入僵局。
4月17日，當美國國務院得知人民先锋党威脅要接管哥斯达黎加首都圣何塞時，驻扎在巴拿馬運河區的美军开始进入高度戒备状态，美国政府也对米查尔斯基政府施压，并切断了尼加拉瓜国民警卫队的支援。与此同时，哥斯达黎加国内也流传着巴拿马政府已经开始支持民族解放军的谣言，米查尔斯基也意识到了美國的睦邻政策的虚假，并试图将此事交由联合国大会解决，但最终不了了之。

## 终战
1948年4月19日，墨西哥、智利、美国与巴拿马等国驻哥斯达黎加大使则在墨西哥驻哥斯达黎加大使馆达成协议，一致同意促成交战双方民族解放军与哥斯达黎加政府达成和解，最终，米查尔斯基在墨西哥大使馆向民族解放军宣布投降，并将政权交给桑托斯·莱昂·埃雷拉，自己则与前总统拉斐尔·安赫尔·卡尔德隆·瓜迪亚一起出逃到尼加拉瓜。4月24日，菲格雷斯率领民族解放军进入圣何塞，哥斯达黎加内战结束。

## 后续影响

### 哥斯达黎加的非军事化

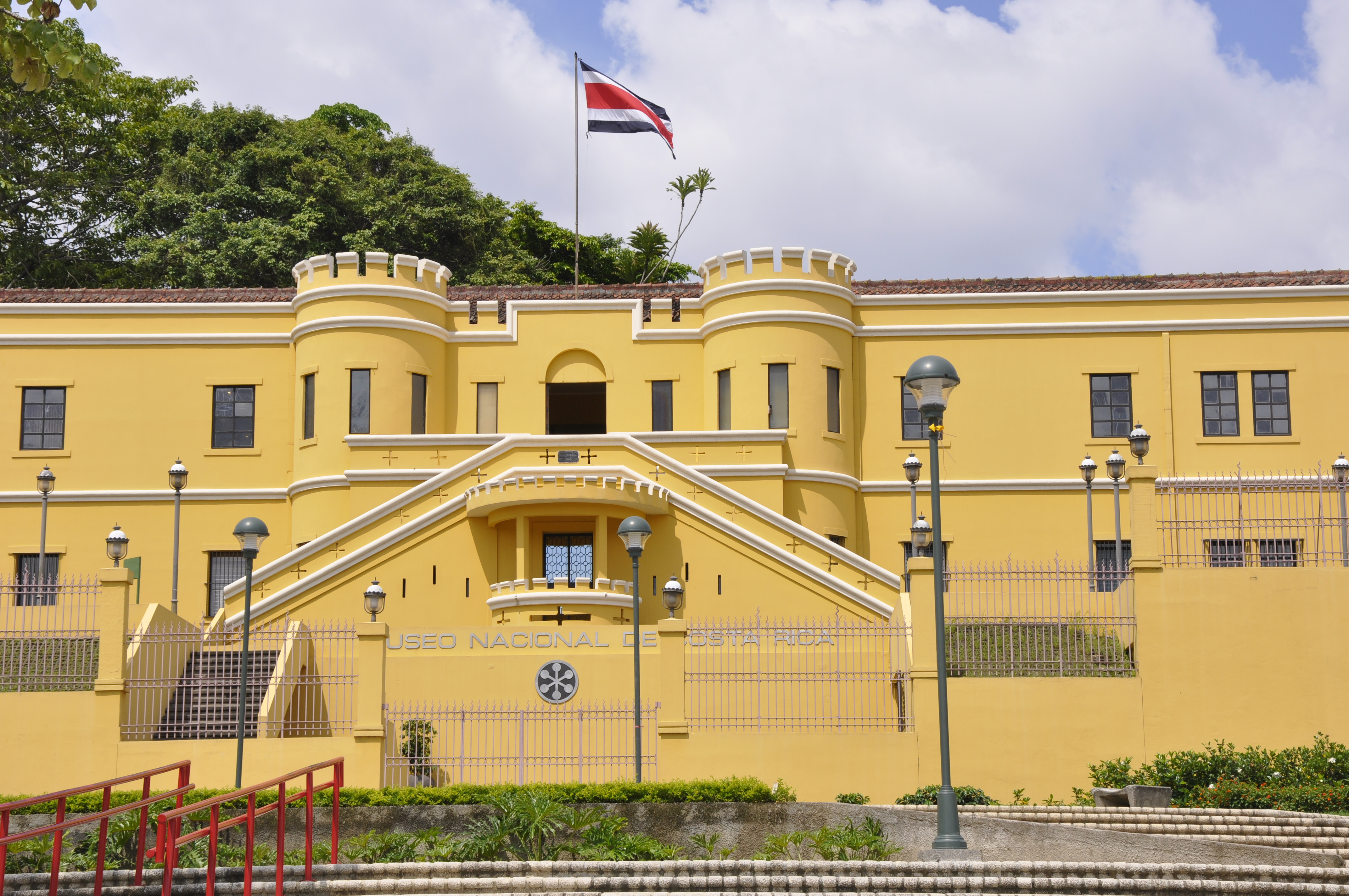
哥斯达黎加国立博物馆，1948年以前这里是哥斯达黎加国防部大楼。

内战结束后，何塞·菲格雷斯·費雷爾成立了过渡性质的执政委员会，自任执政委员会主席，并组织召开了制宪会议，1949年11月7日，哥斯达黎加通过新宪法进入第二共和国时期，菲格雷斯执政18个月后将政权交还给当选总统乌拉特·布兰科。

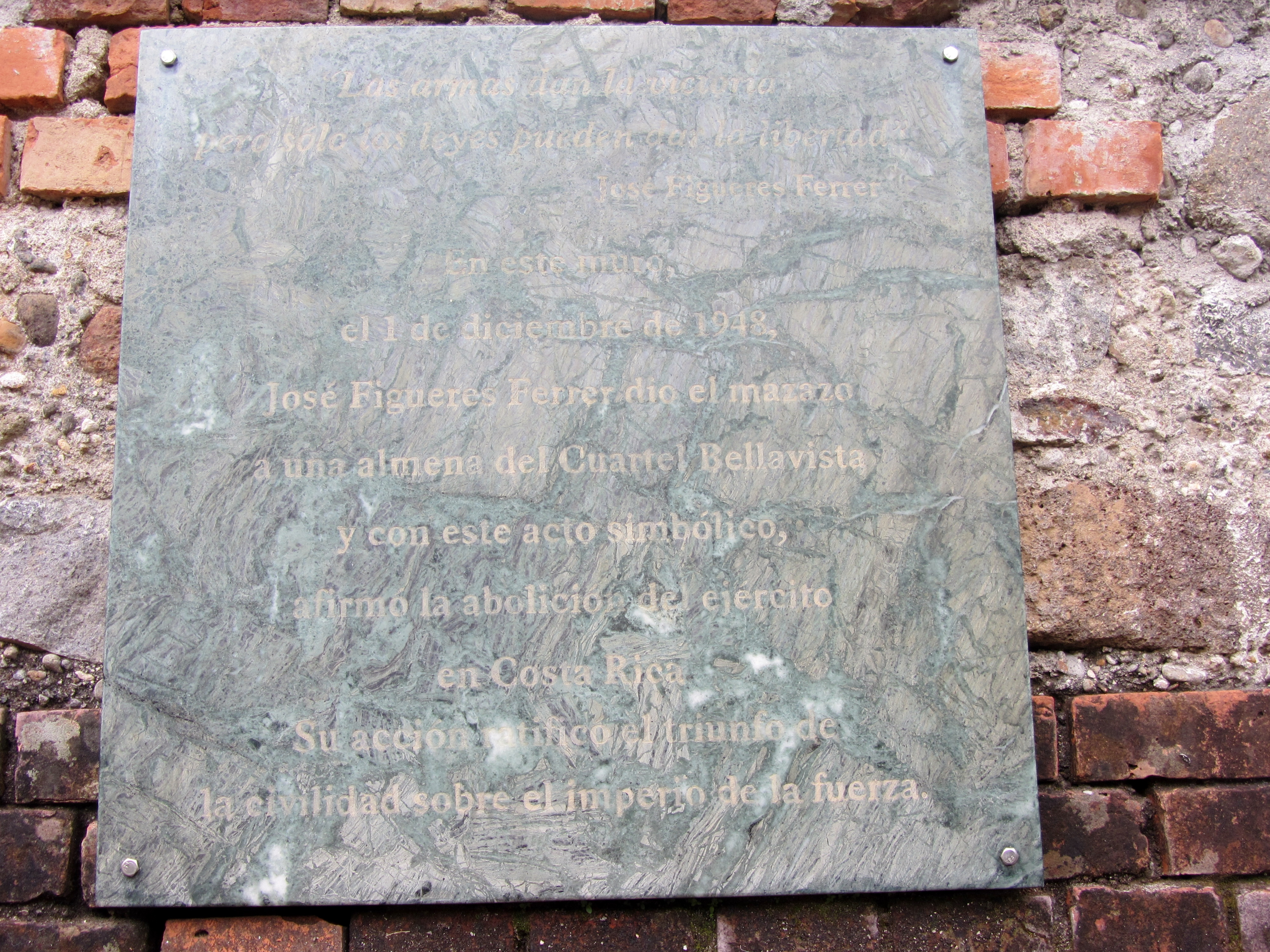
哥斯达黎加国立博物馆前的宪法第十二条碑文

新修订的1949年哥斯达黎加宪法第十二条规定哥斯达黎加禁止设置常备军，但是，为了维持一定的公共秩序，哥斯达黎加成立了警察部队替代军队的职责。此举也让哥斯达黎加成为了世界上第一个裁撤军队的国家，自此之后，哥国再未发生过内战。而哥斯达黎加废除军队的12月1日也自1986年成为国定假日。
废除军队的哥斯达黎加也得以将更多的财政收入用于改善国民教育及社会福祉，“教师队伍替代军人队伍”的理念很快就深入了哥斯达黎加人心，相较于其他邻国，哥斯达黎加在冷战期间稳定发展，民主政权得以延续至今，文教水平也超过了尼加拉瓜等邻国，成为了拉丁美洲民主政治的典范国家。

### 对卡尔德隆派的清算
何塞·菲格雷斯·費雷爾领导下的哥斯达黎加第二共和国执政委员会成立了快速审判法庭审判了参与哥斯达黎加内战的卡尔德隆派政治人物，之后亦签署第105号法令，取缔了人民先锋党，卡尔德隆派的政治人物和人民先锋党成员遭到清算，或被监禁，或被迫流亡至墨西哥、尼加拉瓜和巴拿马。其后，哥斯达黎加曾长期奉行反共主义，1961年，哥斯达黎加即意识形态不同，宣布与古巴断交，直到2009年3月才恢复邦交，哥斯达黎加政府也表示当时与古巴断交“完全是冷战时期的产物。”被取缔的人民先锋党则直到1970年才得以重新參加選舉。

### 卡尔德隆再度入侵
1955年1月，在委内瑞拉独裁者马科斯·佩雷斯·希门内斯、尼加拉瓜独裁者安纳斯塔西奥·索摩查·加西亚的支持下，拉斐尔·安赫尔·卡尔德隆·瓜迪亚率领一只1,500人的反叛部队入侵哥斯达黎加，试图夺回政权，但哥斯达黎加在警察部队的反击及美洲国家组织的援助下击败了卡尔德隆的叛军。1958年，哥斯达黎加政府赦免了卡尔德隆，卡尔德隆回国后曾经当选国会议员，1966至1970年担任哥斯达黎加驻墨西哥大使，并最终在圣何塞去世。